# HMS Skipjack (J38)
Pour les autres navires du même nom, voir HMS Skipjack.
Le HMS Skipjack (pennant number J38) est un dragueur de mines de la classe Halcyon construit pour la Royal Navy dans les années 1930 et utilisé pendant la Seconde Guerre mondiale

## Construction
Le Skipjack est commandé le 3 novembre 1932 pour le chantier naval de John Brown Shipbuilding & Engineering Company Ltd. de Clydebank en Écosse. La pose de la quille est effectuée le 4 avril 1933 sous le numéro 537. Le Skipjack est lancé le 18 janvier 1934 et mis en service le 3 mai 1934.
La classe Halcyon est conçue pour remplacer la classe Hunt précédente et varie en taille et en propulsion en fonction de leurs constructions respectives.
Les premiers Halcyon dont ce navire fait partie déplacent 828 t à charge standard et 1 392 t à pleine charge. Les navires ont une longueur totale de 74,9 m, un maître-bau de 10,21 m et un tirant d'eau de 2,7 m.
Ils sont propulsés par deux moteurs à vapeur à expansion verticale, chacun entraînant un arbre, utilisant la vapeur fournie par deux chaudières à trois cylindres Admiralty. Les moteurs produisent un total de 1 770 ch  (2 400 kW) et permettent d'atteindre une vitesse maximale de 16,5 nœuds (30,6 km/h). Le Halcyon transporte au maximum 247 t de mazout, ce qui lui donne un rayon d'action de 7 200 milles marins (13 300 km) à 10 nœuds (19 km/h).  L'effectif du navire est composé de 80 officiers et hommes d'équipage.
La classe Halcyon est armée de deux canons de marine de 4 pouces QF Mk V (102 mm); le canon avant est dans une monture à angle élevé tandis que le canon arrière est dans une monture à angle faible. Elle est également équipée de huit mitrailleuses Lewis de .303 British (7,7 mm). Plus tard dans sa carrière, le support arrière de 4 pouces est retiré, tout comme la plupart des mitrailleuses .303, un support quadruple pour les mitrailleuses Vickers de 12,7 mm est rajouté, tout comme jusqu'à quatre supports simples ou doubles pour les canons antiaériens Oerlikon de 20 mm. Pour le travail d'escorte, son équipement de dragage de mines pouvait être échangé contre environ 40 charges de profondeur.

## Histoire
Le Skipjack est mis en service le 3 mai 1934 et rejoint la 1ère Flottille de dragueurs de mines (1st Minesweeping Flotilla ou 1MSF) et affecté à Alexandrie, retournant à Portland en avril 1936. il effectue ensuite la gamme habituelle d'exercices jusqu'à son entrée dans la réserve de Nore en avril 1938. En septembre 1938, il est mis en service avec une équipe de service actif complète en raison de la situation internationale, retournant à son ancien statut le 29 octobre 1938.

### Seconde guerre mondiale
Le Skipjack est réactivé le 15 Juin 1939 et rejoint la 5e Flottille de dragueurs de mines opérant à partir de Harwich et de Grimsby pour les premiers mois de la guerre.
En janvier 1940, le Skipjack embarque pour Invergordon où il est impliqué dans deux collisions nécessitant des réparations mineures. Le 3 février 1940, alors qu'il sonde la mer avec ses deux navires-jumeaux (sister ship) Sphinx (J69) et Speedwell (J87), trois avions ennemis attaquent la flottille. Trois attaques distinctes s'abattent sur le Skipjack, la première et la dernière sur l'arrière du navire et la seconde sur l'avant du navire, avec des intervalles d'environ cinq minutes entre les attaques. Lors de la première attaque, deux bombes sont larguées, une grande et une petite, toutes deux manquées sur l'un ou l'autre quart à environ 3 mètres de distance. Dans la deuxième attaque, une petite bombe est larguée qui le manque d'environ 10 mètres sur l’avant tribord. Chaque attaque contre le Skipjack est accompagnée d'intenses tirs de mitrailleuses, le navire étant frappé à plusieurs reprises bien qu'aucune victime ne soit à déplorer. Le Sphinx est gravement endommagé et malgré plusieurs tentatives de le remorquer au port, il coulera.
Le Skipjack passe ensuite cinq semaines à se remettre en état à Grimsby, puis navigue pour Douvres le 26 mai en vue de l'évacuation de Dunkerque dans le cadre de l'opération Dynamo. Le 1er juin, il se trouve au large de Dunkerque (La Panne) et est victime d'attaques aériennes répétées. Au moment où les troupes montent à bord, le Skipjack réalise un tour à pleine vitesse pour éviter les attaques. À 8h00, il ne reste plus que 12 cartouches de 4 balles pour chaque arme de défense anti-aérienne. A 8h44, 275 soldats sont montés à bord lorsque dix bombardiers Junkers Ju 88 attaquent le Skipjack qui est touché par deux bombes. Trois autres bombes frappent le navire et à 8h49, il se retourne, la quille en l'air, restant à flot pendant environ 20 minutes avant de couler à la position géographique de 51° 03′ N, 2° 24′ E. Des survivants dans l'eau sont attaqués par des avions ennemis. La majorité des troupes sont coincées dans la coque. Dix-neuf membres d'équipage et 275 soldats sont tués.

### Participation auxconvois
Le Skipjack a navigué avec les convois suivants au cours de sa carrière:
1. Convoi ETC 99

### Commandement
- Lieutenant Commander (Lt.Cdr.) (en retraite) Francis Babington Proudfoot (RN) du 15 juin 1939 au 1er juin 1940